# Petasites hybridus
Petasites hybridus là một loài thực vật có hoa trong họ Cúc. Loài này được (L.) "G.Gaertn., B.Mey. & Scherb." miêu tả khoa học đầu tiên năm 1801.